# Крішнараджа Вадіяр III
Крішнараджа Вадіяр III (14 липня 1794 — 27 березня 1868) (каннада ಮುಮ್ಮಡಿ ಕೃಷ್ಣರಾಜ ಒಡೆಯರ್) — магараджа Майсуру. Відновив правління династії Вадіяр та володарював упродовж 70 років. Опікувався мистецтвом і музикою.